# Île Harley
L'île Harley (en russe : Остров Харли, Ostrov Kharly) est une île de la terre François-Joseph.

## Géographie
Elle fait partie du sous-groupe de la Terre de Zichy au centre de l'archipel et se situe à 15 km à l'ouest de l'île Jackson.
Relativement plate, de forme allongée, son point culminant est à 82 m d'altitude. Elle s'étend sur 10 km du nord au sud. Elle est libre de glace. Un observatoire astronomique est établie sur la rive d'un petit lac au nord.

## Histoire
Elle a été nommée en l'honneur du physicien George Harley par Frederick Jackson qui la découvrit. Fridtjof Nansen y passe l'hiver 1895-1896 et Umberto Cagni et Louis-Amédée de Savoie y campent le 13 juin 1900.